# Monument (musikalbum)
Monument är det norska black metal-bandet Cor Scorpiis debutalbum, utgivet 2008 av skivbolaget Descent Records. Albumet återutgavs (med bonusspår) 2010 av skivbolaget Dark Essence Records.

## Låtlista
1. "Ei fane svart" – 5:47
2. "Endesong" – 5:01
3. "I, the Damned" – 6:16
4. "Our Fate, Our Curse" – 5:30
5. "Helvetesfossen" (instrumental) – 4:02
6. "Oske og innsikt" – 10:27
7. "Kjettar" – 4:29
8. "Bragder i stein" – 5:58

Bonusspår på 2010-utgåvan
1. "Fall of Man" – 5:27
2. "Transcendental Journey" – 5:33
3. "Attergangar" – 6:31
4. "Når enden er god" – 5:35

- Text: Gaute Refsnes/Thomas S. Øvstedal
- Musik: Gaute Refsnes (spår 1, 3, 4, 6, 8–12), Inge Jonny Lomheim (spår 2), Inge Jonny Lomheim/Rune Sjøthun (spår 5), Rune Sjøthun (spår 7)

## Medverkande
Musiker (Cor Scorpii-medlemmar)
- Gaute Refsnes – sång, keyboard
- Rune Sjøthun – rytmgitarr
- Ole Nordsve – trummor
- Stian Bakketeig – sologitarr
- Inge Jonny Lomheim – basgitarr
- Thomas S. Øvstedal – sång

Bidragande musiker
- Steingrim (Jørn Holen) – trummor (spår 9–12)

Produktion
- Børge Finstad – producent, ljudtekniker, ljudmix
- Stig Ese Eliassen – ljudtekniker (spår 9–12)
- Espen Bakketeig – ljudtekniker (spår 9–12)
- Peter In de Betou – mastering
- Stephen Paul Green – omslagsdesign, logo
- Eirik Holmøyvik – logo